# Фрай, Ширли
Ши́рли Фрай-И́рвин (англ. Shirley Fry-Irvin; 30 июня 1927, Акрон, Огайо — 13 июля 2021, Нейплс, Флорида) — американская теннисистка-любительница, один из лидеров женского тенниса в первой половине 1950-х годов.
- Первая ракетка мира 1956 года по версии газеты Daily Telegraph
- Победительница четырёх турниров Большого шлема в одиночном разряде; обладательница карьерного Большого шлема в одиночном разряде (выиграла все турниры Большого шлема в разные годы)
- Победительница 12 турниров Большого шлема в женском парном разряде (11 из них — с Дорис Харт); обладательница карьерного Большого шлема в женском парном разряде
- Победительница Уимблдонского турнира в смешанном парном разряде 1956 года
- Член Международного зала теннисной славы с 1970 года

## Биография
Отец Ширли Фрай, Лестер, был горячим сторонником здорового образа жизни и привлёк всех четырёх своих детей к занятиям спортом с самого раннего детства. Все его дети побеждали в спортивных соревнованиях в своём родном Акроне и его окрестностях, но только Ширли достигла более значительных успехов. В альбоме, подаренном ей в девять лет, отец написал пожелание: «Цель — Уимблдон к 1945 году». Хотя выполнению плана в срок помешала Вторая мировая война, в дальнейшем мечта Лестера Фрая всё же сбылась.
В 14 лет Ширли Фрай уже участвовала в основной сетке чемпионата США среди взрослых, став самой молодой его участницей до 1979 года, когда её рекорд побила Кэти Хорват. В 15 лет она уже дошла до четвертьфинала. В 1943 году она выиграла чемпионат США среди девушек в парах, а в 1944 и 1945 годах — в одиночном разряде. Уже в 1943 году она стала чемпионкой США на крытых кортах как в одиночном, так и в парном разряде, а с 1944 года вошла в десятку сильнейших теннисисток США.
Продвижению Ширли Фрай к более высоким достижениям долгое время мешало острое соперничество со стороны более взрослых и опытных соперниц. Тем не менее, в 1948 году она дошла до финала Открытого чемпионата Франции в одиночном и женском парном разряде. В 1950 году она завоевала свой первый титул на турнирах Большого шлема: в паре с Дорис Харт она победила в Париже, а на Уимблдоне и в чемпионате США они уступили маститым Луизе Браф и Маргарет Осборн-Дюпон, для которых это были, соответственно, четвёртая и девятая совместные победы на этих турнирах. Однако уже в следующем году Фрай и Харт превзошли своих именитых соперниц, выиграв все три турнира большого шлема, в которых участвовали (за исключением чемпионата Австралии). Кроме того, они дважды встретились в финалах турниров Большого шлема в одиночном разряде: Фрай победила во Франции, а затем на Уимблдоне Харт взяла разгромный реванш. На чемпионате США Фрай встретилась в финале с юной Морин Коннолли — восходящей звездой женского тенниса и будущей обладательницей Большого шлема — и сумела навязать ей борьбу, выиграв второй сет со счётом 6:1, но всё же в итоге уступила.
В следующие два года Фрай и Харт, как и в 1951 году, выигрывали по три турнира Большого шлема в парах, но одиночные турниры Фрай больше не покорялись — последним крупным успехом был в 1952 году выход в финал в Париже, где она уступила своей постоянной партнёрше. В итоге она начала сомневаться, способна ли она ещё побеждать в одиночном разряде, и в 1954 году объявила о завершении активной карьеры. Она нашла работу в газете St. Petersburg Times во Флориде и продолжала играть в теннис ради поддержания тонуса. Однако вскоре она поняла, что её тянет обратно к соревнованиям. Решение о возвращении было принято.
Уже в феврале 1955 года Фрай победила Дорис Харт в турнире, проходившем в Университете Майами, а летом дошла до полуфинала на Уимблдоне, где в матче с Луизой Браф растянула лодыжку и выбыла из строя на несколько месяцев. Новое возвращение состоялось осенью 1955 и в начале 1956 года, когда Фрай приняла участие в десяти турнирах в странах Карибского бассейна и во Флориде и выиграла девять из них. Во второй половине 1956 года Ширли Фрай выиграла свои второй и третий турниры Большого шлема — Уимблдон и чемпионат США — и закончила год в статусе неофициальной первой ракетки мира (согласно ежегодному рейтингу газеты Daily Telegraph. В конце года она отправилась в Австралию, где на одном из турниров столкнулась с бизнесменом Карлом Ирвином, с которым была знакома по прежним соревнованиям, которые он судил. Они поженились в Новом Южном Уэльсе вскоре после того, как Ширли выиграла свой третий подряд и четвёртый в общей сложности турнир Большого шлема — чемпионат Австралии, завершив завоевание карьерного Большого шлема (победы во всех четырёх турнирах, одержанные в разные годы). Она стала третьей в истории теннисисткой, победившей во всех четырёх турнирах, после Коннолли и Харт, и одной из немногих за всю историю, кому удалось это сделать и в одиночном, и в парном разрядах (наряду с Харт, Маргарет Смит-Корт, Мартиной Навратиловой и Сереной Уильямс).
После свадьбы Ширли объявила, что не будет защищать чемпионское звание на Уимблдоне и в чемпионате США в одиночном разряде и сосредоточится на игре в смешанных парах. Вскоре, уже беременной, на проходном турнире в Рокдейле (Австралия) она проиграла 18-летней сопернице. Ближе к осени она вторично и окончательно заявила об уходе из активных соревнований. Позже, в конце 1960-х годов, пройдя операцию локтя, она участвовала в соревнованиях ветеранов, выиграв национальный чемпионат в этой возрастной категории в паре с Бетти Пратт. Она также работала теннисным тренером в течение трёх десятилетий после окончания активной карьеры и зачехлила ракетку только в 1990 году из-за проблем с коленом. От Карла Ирвина у неё было четверо детей. Последние годы жизни провела в Нейплсе (Флорида), где и скончалась в июле 2021 года во сне у себя дома в возрасте 94 лет.
В 1970 году имя Ширли Фрай-Ирвин было включено в списки Международного зала теннисной славы. В 1995 году она, как выпускница Роллинз-колледжа (который окончила в 1949 году), была включена в списки женского Зала студенческой теннисной славы.

## Участие в финалах турниров Большого шлема за карьеру (32)

### Одиночный разряд (8)

#### Победы (4)
| Год  | Турнир              | Соперница в финале | Счёт в финале |
| ---- | ------------------- | ------------------ | ------------- |
| 1951 | Чемпионат Франции   | Дорис Харт         | 6-3, 3-6, 6-3 |
| 1956 | Уимблдонский турнир | Анджела Бакстон    | 6-3, 6-1      |
| 1956 | Чемпионат США       | Алтея Гибсон       | 6-3, 6-4      |
| 1957 | Чемпионат Австралии | Алтея Гибсон       | 6-3, 6-4      |

#### Поражения (4)
| Год  | Турнир                | Соперница в финале   | Счёт в финале |
| ---- | --------------------- | -------------------- | ------------- |
| 1948 | Чемпионат Франции     | Нелли Адамсон-Ландри | 2-6, 6-0, 0-6 |
| 1951 | Уимблдонский турнир   | Дорис Харт           | 1-6, 0-6      |
| 1951 | Чемпионат США         | Морин Коннолли       | 3-6, 6-1, 4-6 |
| 1952 | Чемпионат Франции (2) | Дорис Харт           | 4-6, 4-6      |

### Женский парный разряд (19)

#### Победы (12)
| Год  | Турнир                  | Партнёр      | Соперницы в финале                  | Счёт в финале |
| ---- | ----------------------- | ------------ | ----------------------------------- | ------------- |
| 1950 | Чемпионат Франции       | Дорис Харт   | Луиза Браф Маргарет Осборн-Дюпон    | 1-6, 7-5, 6-2 |
| 1951 | Чемпионат Франции (2)   | Дорис Харт   | Берил Бартлетт Барбара Скофилд      | 10-8, 6-3     |
| 1951 | Уимблдонский турнир     | Дорис Харт   | Луиза Браф Маргарет Осборн-Дюпон    | 6-3, 13-11    |
| 1951 | Чемпионат США           | Дорис Харт   | Патрисия Каннинг-Тодд Нэнси Чаффи   | 6-4, 6-2      |
| 1952 | Чемпионат Франции (3)   | Дорис Харт   | Хейзел Редик-Смит Джулия Уипплингер | 7-5, 6-1      |
| 1952 | Уимблдонский турнир (2) | Дорис Харт   | Луиза Браф Морин Коннолли           | 8-6, 6-3      |
| 1952 | Чемпионат США (2)       | Дорис Харт   | Луиза Браф Морин Коннолли           | 10-8, 6-4     |
| 1953 | Чемпионат Франции (4)   | Дорис Харт   | Морин Коннолли Джулия Сампсон       | 6-4, 6-3      |
| 1953 | Уимблдонский турнир (3) | Дорис Харт   | Морин Коннолли Джулия Сампсон       | 6-0, 6-0      |
| 1953 | Чемпионат США (3)       | Дорис Харт   | Луиза Браф Маргарет Осборн-Дюпон    | 6-2, 7-9, 9-7 |
| 1954 | Чемпионат США (4)       | Дорис Харт   | Луиза Браф Маргарет Осборн-Дюпон    | 6-4, 6-4      |
| 1957 | Чемпионат Австралии     | Алтея Гибсон | Мэри Бевис-Хотон Фэй Мюллер         | 6-2, 6-1      |

#### Поражения (7)
| Год  | Турнир                  | Партнёр               | Соперницы в финале               | Счёт в финале |
| ---- | ----------------------- | --------------------- | -------------------------------- | ------------- |
| 1948 | Чемпионат Франции       | Мэри Арнольд-Прентисс | Патрисия Каннинг-Тодд Дорис Харт | 4-6, 2-6      |
| 1949 | Чемпионат США           | Дорис Харт            | Луиза Браф Маргарет Осборн-Дюпон | 4-6, 8-10     |
| 1950 | Уимблдонский турнир     | Дорис Харт            | Луиза Браф Маргарет Осборн-Дюпон | 4-6, 7-5, 1-6 |
| 1950 | Чемпионат США (2)       | Дорис Харт            | Луиза Браф Маргарет Осборн-Дюпон | 2-6, 3-6      |
| 1954 | Уимблдонский турнир (2) | Дорис Харт            | Луиза Браф Маргарет Осборн-Дюпон | 6-4, 7-9, 3-6 |
| 1955 | Чемпионат США (3)       | Дорис Харт            | Луиза Браф Маргарет Осборн-Дюпон | 3-6, 6-1, 3-6 |
| 1956 | Чемпионат США (4)       | Бетти Пратт           | Луиза Браф Маргарет Осборн-Дюпон | 3-6, 0-6      |

### Смешанный парный разряд (5)

#### Победа (1)
| Год  | Турнир              | Партнёр     | Соперники в финале          | Счёт в финале |
| ---- | ------------------- | ----------- | --------------------------- | ------------- |
| 1956 | Уимблдонский турнир | Вик Сейксас | Алтея Гибсон Гарднар Маллой | 2-6, 6-2, 7-5 |

#### Поражения (4)
| Год  | Турнир              | Партнёр        | Соперники в финале       | Счёт в финале |
| ---- | ------------------- | -------------- | ------------------------ | ------------- |
| 1951 | Чемпионат США       | Мервин Роуз    | Дорис Харт Фрэнк Седжмен | 3-6, 2-6      |
| 1952 | Чемпионат Франции   | Эрик Стёрджесс | Дорис Харт Фрэнк Седжмен | 8-6, 3-6, 3-6 |
| 1953 | Уимблдонский турнир | Энрике Мореа   | Дорис Харт Вик Сейксас   | 7-9, 5-7      |
| 1955 | Чемпионат США (2)   | Лью Хоуд       | Дорис Харт Вик Сейксас   | 7-9, 1-6      |